# Мост Кельвина

Мост Кельвина

Мост Ке́львина (также называемый двойной мост Кельвина; в СССР. В России и в некоторых других странах этот мост называют мост Томсона).
Этот мост изобретён У. Томсоном (лорд Кельвин) и применяется для измерения малых электрических сопротивлений электрических сопротивлений величиной менее 1 ома.
Её принцип действия подобен принципу действия моста Уитстона, но в мосте Кельвина имеются добавочные резисторы. Эти добавочные резисторы с малым сопротивлением в совокупности со схемой моста существенно снижают ошибки измерения, вносимые падением напряжения на плече моста через которое течёт большой ток (имеет низкое сопротивление).

## Точность
Существуют двойные мосты, погрешность которых менее 2 % при измерении сопротивлений от 1 мкОм до 25 Ом.

## Промышленные образцы
В России и СССР выпускались одинарно-двойные мосты Р39, Р329, Р3009 (изготовитель — ПО «ЗИП», г. Краснодар), в которых сопротивления в диапазоне от 0,01 мкОм до 100 Ом измеряются двойным мостом, а до 100 МОм — одинарным мостом.
Часто в омметры включают мосты Кельвина наряду с другими измерительными устройствами. Это позволяет расширить диапазон измеряемых сопротивлений. Например, таким омметром является Valhalla 4100 ATC.

## Принцип действия
Измерение производится путём изменения сопротивлений некоторых резисторов, входящих в мост. При балансе моста измеряемое сопротивление выражается:
{\displaystyle R_{x}=R_{2}\cdot {\frac {R_{3}}{R_{4}}}+R\cdot {\frac {R_{3}\cdot R'_{4}-R'_{3}\cdot R_{4}}{R_{4}\cdot \left(R+R'_{3}+R'_{4}\right)}}.}
Сопротивление резистора {\displaystyle R} должно быть как можно меньше (намного меньше, чем измеряемое сопротивление), и поэтому обычно представляет собой короткую толстую проволоку из меди. Если условие {\displaystyle R_{3}\cdot R'_{4}=R'_{3}\cdot R_{4}} выполняется, а сопротивление {\displaystyle R} достаточно мало, вторым слагаемым в формуле для измеряемого сопротивления можно пренебречь, и тогда измеряемое сопротивление можно вычислить по приближённой формуле:
{\displaystyle R_{x}\approx R_{2}\cdot {\frac {R_{3}}{R_{4}}},}
эта формула соответствует формуле для моста Уитстона.
При этом для исключения влияния сопротивления проводов на точность измерения, в диапазоне от 100 мкОм до 100 Ом измерения производятся по четырёхпроводной схеме подключения, при сопротивлениях более 100 Ом — по двухпроводной схеме.